# Gadifer de la Salle
Gadifer de La Salle (* 1340; † 1415), fidalgo normando que acompanhou Jean de Bettencourt na sua expedição às Canárias em 1402. Gadifer de La Salle tinha-se notabilizado durante a Guerra dos Cem Anos contra a Inglaterra, tendo conhecido Jean de Bettencourt na expedição normanda de 1390 contra Tunis. Devido a desentendimentos sobre a precedência de Jean de Bettencourt, Gadifer de La Salle encabeçou uma série de motins que contribuíram para o insucesso relativo da expedição às Canárias.

## Biografia
Gadifer de La Salle era originário de Sainte-Radegonde, Vrines, Poitou, França, tendo ganho fama de grande bravura na Guerra dos Cem Anos, onde participou na lutas ocorridas em solo normando e flamengo. Era senhor de Ligron. Em 1380 recebeu autorização real para fortificar o seu castelo. Foi camareiro de Jean de Valois, duque de Berry. Foi governador de Bigorre.

### Le Canarien
A crónica da expedição às Canárias de Jean de Bettencourt e Gadifer de La Salle é conhecida como Le Canarien. Conhecem-se duas versões daquela crónica: a contida no códice Egerton 2709 existente no British Museum, em Londres, que teria sido começada pelos clérigos que acompanharam a expedição (Pierre Bontier e Jean le Verrier) e continuada pelo próprio Gadifer de La Salle entre 1410 e 1420; e a contida no códice Montruffet, existente na Biblioteca Municipal de Rouen, França, aparentemente feita com base no primeiro códice, mas com largas passagens reescritas por um sobrinho de Jean de Bettencourt por volta de 1490.
O códice Egerton é claramente favorável às posições de Gadifer de La Salle, apresentando uma iluminura mostrando um dos navios da expedição ostentando no mastro as suas insígnias. Pelo contrário, o códice Montruffet defende as posições de Jean de Bettencourt, atribuindo-lhe os êxitos da expedição.
O códice Montruffet, mais completo, foi publicado em 1630 por Pierre Bergeron, enquanto que o códice Egerton, descoberto apenas em 1888, foi editada pela primeira vez em 1896 por Pierre Margry. A fixação do texto apresenta grandes dificuldades, já que não se conhece o original, pelo que as edições são dificilmente reconciliáveis. Uma edição muito cuidada e comparada foi levada a cabo por Elías Serra e Alejandro Cioranescu (La Laguna, Instituto de Estudios Canarios, Fontes rerum Canariarum, VIII, IX e XI, 1959-1965).